# Grewia lapiazicola
Grewia lapiazicola är en malvaväxtart som beskrevs av René Paul Raymond Capuron. Grewia lapiazicola ingår i släktet Grewia och familjen malvaväxter. Inga underarter finns listade i Catalogue of Life.